# تاپال تی
تاپال تی (انگلیسی: Tapal Tea) شرکت صنایع غذایی پاکستانی است، که در سال ۱۹۴۷ تأسیس شد.